# Beats from a Single Drum
Beats from a Single Drum è il quinto album in studio dei Rose Tattoo, uscito nel 1986 per l'etichetta discografica Mushroom Records.
L'album doveva inizialmente uscire come album solista di Angry Anderson, ma venne poi deciso di pubblicarlo col nome di tutta la band. La Mushroom Records poi ristampò l'album nel 1987, diffondendolo come l'album solista di Anderson.

## Tracce
1. Calling
2. Frightened Kid
3. Suddenly
4. Runaway
5. Winnie Mandela
6. Get It Right
7. Say Goodbye
8. Falling
9. Clear and Simple
10. Michael O'Reilly

## Formazione
- Angry Anderson - voce
- Tim Gaze - chitarra
- Andy Cichon - basso
- Scott Johnston - batteria